# Georgi Dimitrov (politikus, 1882–1949)
Georgi Dimitrov Mihajlov (bolgárul: Гео̀рги Димитро̀в Миха̀йлов), (Kovacsevci, 1882. június 18. – Moszkva, 1949. július 2.) a bolgár, valamint a nemzetközi kommunizmus egyik meghatározó alakja. 1935-től a Kommunista Internacionálé vezetője, 1945-től haláláig Bulgária első embere.

## Életpályája
1902-ben kapcsolódott be a munkásmozgalomba. 1919-től, a megalakulásától a Bolgár Kommunista Párt vezetője. 1923-ban emigrált. 1933-ban a Reichstag felgyújtásával vádolták, és a lipcsei per néven elhíresült tárgyaláson végül felmentették. A büntetőeljárás során igen előzékenyen bántak vele, olvashatta a neki küldött leveleket, táviratokat és a nemzetközi újságokat, anyja és nővére pedig látogathatta őt a börtönben. A neki küldött ételcsomagokat rendszeresen megkapta és kölcsönözhetett a börtön könyvtárából. Egyes vélemények szerint ez annak köszönhető, hogy a per során egyezséget kötöttek a GPU-val szabadon bocsátásáról. A per után Dimitrovot Berlinbe szállították, ahol nővére Wilhelm Frick belügyminiszternél kérte szabadon engedését. Bulgária elutasította, hogy befogadja, két társával együtt 1934. február 13-án elvesztette bolgár állampolgárságát, és 15-én megkapta helyette a szovjetet. Február 27-én repülőgéppel szállították át Königsbergbe, onnan pedig Moszkvába. A Gestapo főnöke, Rudolf Diels a következő szavakkal búcsúztatta: „Jó viszonyt akarunk a Szovjetunióval. Ha nem ez lenne a helyzet, nem küldenénk magukat Moszkvába.”
Miután megérkezett a Szovjetunióba, a Kommunista Internacionálé elnöke lett 1935 és 1943 között, és ilyen minőségében hűen végrehajtotta Sztálin minden utasítását. A szervezet 1935-ös VII. kongresszusán ő hirdette meg az új sztálini antifasiszta egységfrontot, majd a Molotov–Ribbentrop-paktum aláírása után gondoskodott a fasizmusellenes agitáció beszüntetéséről. 1939. szeptember 7-én utasítást kapott Sztálintól, hogy dolgozza ki a Komintern téziseit, amelyet a Végrehajtó Bizottság A háború és a kommunisták feladatai címen néhány nap múlva kiadott. Ebben a szociálfasizmus teóriája érvényesült, vagyis a kommunisták fő ellenségeként a „megalkuvó” szociáldemokratákat jelölték meg. A határozat értelmében az elkövetkező időszakban tilos volt nemzetiszocializmusról rosszat írni, és utasításba adták, hogy az antifasiszta értelmiséget járassák le.
1945-ig Moszkvában élt, majd Bulgária első számú vezetője lett, 1946-tól miniszterelnök, 1948-tól pedig a kommunista párt főtitkára. Kormánya listáját minden esetben benyújtotta a szovjet vezetésnek jóváhagyásra. Egyetlen önálló akciója a Titóval a Balkán egyesítésére vonatkozó terve volt, ám ez Sztálin erős ellenzésébe ütközött, aki durva szavakkal rendreutasította Dimitrovot. Tisztázatlan körülmények között halt meg, Moszkva közelében, miközben gyógykezelésen volt a Szovjetunióban. Ugyanaz az orvos kezelte őt, mint Andrej Zsdanovot, aki szintén kezelése idején lelte halálát.

## Emlékezete

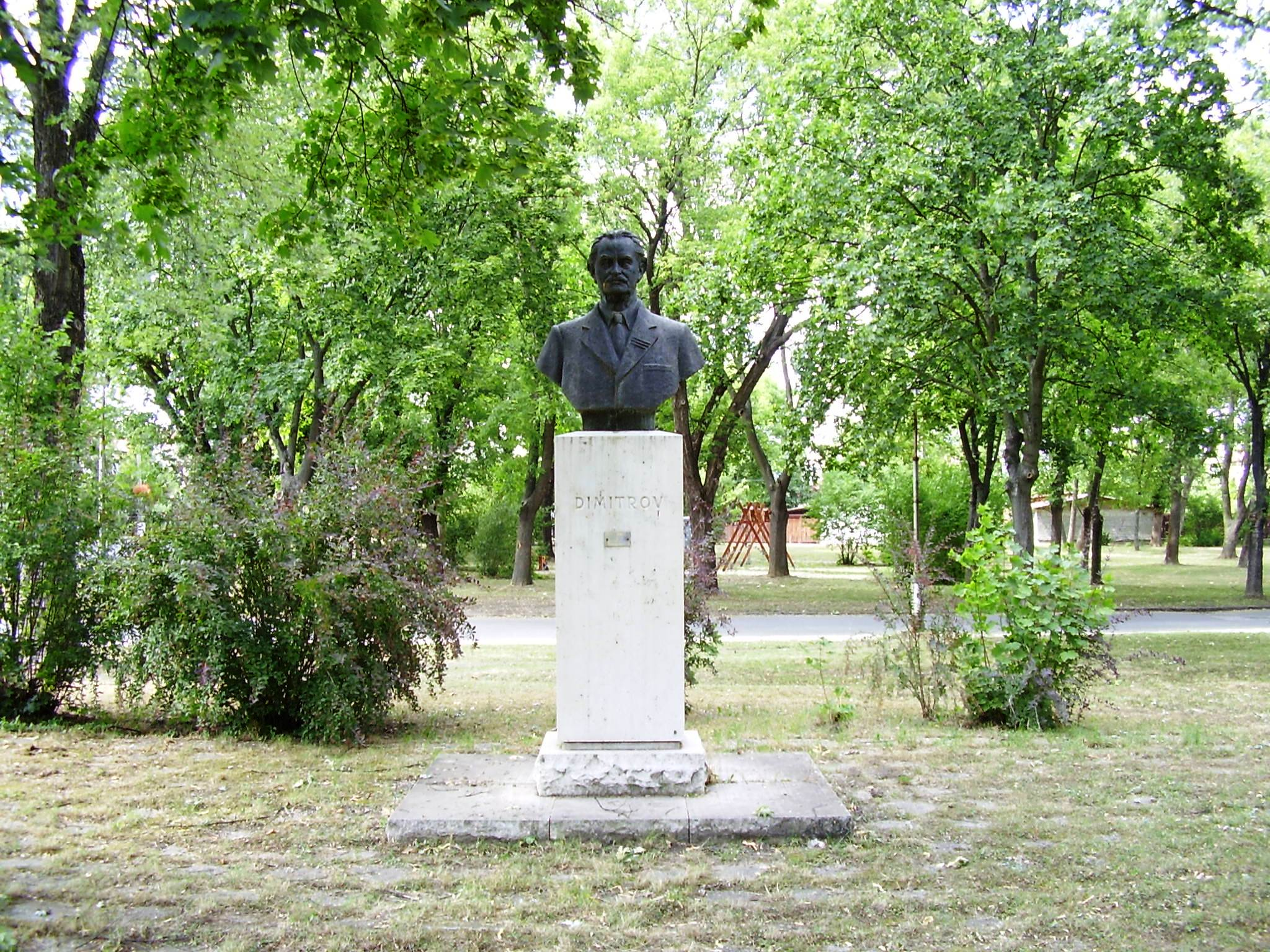
Georgi Dimitrov bronz szobra Kazincbarcikán

- A pozsonyi Dynamit Nobel Állami Vegyipari Vállalatot 1948-ban róla nevezték át.[11] A gyár elé szobrot állítottak neki.
- Szófiában a Lenin-mauzóleumhoz hasonló síremlékben helyezték el. A rendszerváltás után eltemették Dimitrovot[12] és a mauzóleumot lebontották.
- Budapesten teret neveztek el róla (ma Fővám tér), ahol 1983-ig mellszobra állt. Ezt egy egész alakos szoborra cserélték, a mellszobrot pedig az akkoriban szintén a nevét viselő Máriaremetei út elejére helyezték át. Mindkét szobor 1992-ben a Memento Parkba került.[13]
- Kazincbarcika 1974-ben testvérvárosától, Dimitrovgrádtól kapta ajándékba a Konrád Sándor által készített Georgi Dimitrovot ábrázoló bronzszobrot.
- Az Érsekvadkerthez tartozó Szentlőrincpuszta 1955. augusztus 1-jétől rendszerváltásig a Dimitrov puszta nevet viselte.
- Kiskunhalason teret neveztek el róla (ma Szentháromság tér).
- Zalaegerszegen az 1969-ben alapított építőipari szakközépiskola 1973 és 1991 között az ő nevét viselte.
- Dimitrovgrad nevű város a mai napig létezik Bulgáriában, Szerbiában és Oroszországban is.

## Művei magyarul

### 1944-ig
- A munkásosztály a fasizmus ellen. Beszámoló a Kommunista Internacionále VII. Világkongresszusán; A Szovjetunióban Élő Külföldi Munkások Kiadóvállalata, Moszkva–Leningrád, 1935
- A háború és a kapitalista országok munkásosztálya; Idegennyelvű Irodalmi Kiadó, Moszkva, 1939
- A lipcsei pör. Dimitrov okiratai, levelei és feljegyzései; Idegennyelvű Irodalmi Kiadó, Moszkva, 1944

### 1945–
- G. Dimitrov beszéde a bolgár néphez; Szikra, Bp., 1946
- A munkásosztály a fasizmus ellen. Beszéd a Kommunista Internacionále VII. világkongresszusán; Szikra, Bp., 1949 (Marxista ismeretek kis könyvtára)
- A kádermunkáról; MDP Központi Vezetősége, Bp., 1949
- Bulgária a szocializmus útján; Szikra, Bp., 1949 (Marxista ismeretek kis könyvtára)
- Válogatott cikkek és beszédek; Szikra, Bp., 1952
- Az ifjúságról; ford. B. Zágon Zsuzsa; Ifjúsági, Bp., 1952
- Egységfront, népfront, szocializmus. Válogatott beszédek és írások; vál., szerk., jegyz. Borsi Emil, ford. Juhász Péter, Karig Sára; Kossuth, Bp., 1974
- Az antifasiszta harc stratégiájáról; vál., előszó Harsányi Iván, Székely Gábor, ford. Márkus Pál, Tihanyi József, Zalai Edvin; Kossuth, Bp., 1985 (Források)